# 고토 모에
고토 모에(後藤萌咲, 2001년 5월 20일 ~ )는 일본의 가수로, 전 AKB48 팀A의 멤버이다.

## 출연 작품
- PRODUCE 48 (2018 6월 15일 ~ 2018년 8월 31일) - 참가자